# Monte Takao
O Monte Takao (ou Takaosan, em japonês 高尾山) está localizado na cidade de Hachiōji, em Tóquio , no Japão. Possuindo cerca de 599 metros de altitude, acima do nível do mar. O monte é um lugar de lazer popular entre os habitantes de Tóquio, frequentado por mais de 2 milhões de visitantes por ano. Fica perto do Parque Nacional Chichibu-Tama-Kai..

## Atrativos
O monte é um lugar sagrado a mais de mil anos; nele fica o santuário Yakuo-in, um templo budista dedicado aos deuses da montanha. Nele é comum o ritual de acender incensos e bater palmas antes das orações como forma de respeito e adoração.
Em dias de boa visibilidade, no topo do Monte Takao, é possível observar a cidade de Tóquio e a montanha mais famosa do Japão: o Monte Fuji. O monte é um lugar de lazer popular entre os habitantes de Tóquio, frequentado por mais de 2 milhões de visitantes por ano.
Possui oito caminhos, restaurantes de culinária variada e o Parque dos Macacos (um parque botânico com mais de 500 espécies de plantas, tem cerca de 40 macacos atraem os visitantes).
O parque é bastante visitado durante a temporada de hanami, para contemplar a flor de cerejeira em meados de abril, e o período de momiji, quando as folhas de outono cobrem o chão de tons de cores avermelhadas em novembro.

## Acessos
Para chegar à montanha, a partir de Tóquio, há uma linha ferroviária e uma rodovia em construção (chamada Ken-Ō Expressway); tal rodovia é alvo de criticas pois atravessará a montanha com dois túneis o que poderá afetar o ecossistema da floresta do Monte Takao.
Para percorrer o monumento natural é possível utilizar três formas de locomoção: os bondes elétricos (operado pela empresa Takao Mountain Railroad), o teleférico ou, ainda, a partir de caminhadas feitas a pé.